# Automolis rubrilineata
Automolis rubrilineata är en fjärilsart som beskrevs av Bethune-Baker 1911. Automolis rubrilineata ingår i släktet Automolis och familjen björnspinnare. Inga underarter finns listade i Catalogue of Life.